# Район Аой
Райо́н Ао́й (яп. 葵区, あおいく, МФА: [ao.i ku̥]) — район міста Шідзуока префектури Сідзуока в Японії.  Площа становить 1073,42 км². Станом на 1 серпня 2011 року населення складало 254 579  осіб, густота населення — 237 осіб/км².